# Турянский, Иосиф Васильевич
Иосиф Васильевич Туря́нский (литературный псевдоним — Иван Думка) (укр. Осип Васильович Турянський; 18 февраля 1880, Оглядов — 28 марта 1933, Львов) — украинский писатель и литературный критик. Доктор философии.

## Биография
Сын неграмотного крестьянина-столяра, Турянский получил образование в Академической гимназии Львова, продолжил учёбу на философском факультете Венского университета, который окончил с докторской степенью в 1907 году.
В Вене принимал активное участие в деятельности студенческого общества «Сич» и в 1908 году опубликовал свои первые рассказы (новеллы) в альманахе общества. В 1908—1909 гг. редактировал ежемесячник «Ukrainische Rundschau».
В 1910 году переехал в Перемышль, где стал работать учителем в гимназии.
После начала Первой мировой войны, осенью 1914 года И. Турянский был призван в австрийскую армию и направлен на фронт в Сербию. В 1915 году оказался в плену у сербов, был одним из немногих, переживших заключение в суровых зимних условиях в лагере военнопленных в горах Албании.
Свои душевные и физические мучения, использовал позже в качестве основы для автобиографического психологического антивоенного романа «Поза межами болю» (рус. За пределами боли). Написанный в 1917 году в лагере для военнопленных на острове Эльба под влиянием литературного экспрессионизма, роман был опубликован в немецком переводе и был восторженно принят немецкими и австрийскими литературными критиками, как один из самых замечательных европейских антивоенных романов того времени. В течение нескольких лет, писатель, живший позже в Вене, читал лекции в Венском университете, стал литературной знаменитостью.
Его недолгая европейская известность не была, однако, признана на родине, в Галичине. После того как он вернулся туда в 1923 году, его литературные произведения были в значительной степени проигнорированы, а политические взгляды и откровенные критические высказывания о социальной политике были осуждены, особенно в националистических кругах. Первоначально И. Турянский работал директором гимназии в Яворове, а затем в Дрогобыче, но был вынужден в 1927 году оставить работу. Впоследствии он работал учителем в польской гимназии во Львове. В конце 1920-х — начале 1930-х годов писатель активно сотрудничал с львовским журналом «Нові шляхи» (рус. Новые пути) .
Его более поздние литературные произведения не смогли достичь художественного уровня первого романа.
Умер во Львове и похоронен на Лычаковском кладбище.

## Избранные произведения
- Дума первобытного леса / Дума пралісу (повесть, 1922),
- Сын Земли /Син землі (повесть, 1933);
- Борьба за величие / Боротьба за великість (сборник рассказов),
- Рабчики / Рабчики (сатирическая комедия, 1927);
- литературно-критические статьи и очерки.

По мотивам романа «Поза межами болю» в 1989 году был снят одноимённый художественный фильм (режиссёр — Ярослав Лупий).
Английский перевод романа «За пределами боли» был опубликован в Нью-Йорке в 1935 году. Первое послевоенное издание прозы писателя было опубликовано в Киеве в 1989 году.

## Память
- Имя писателя И. Турянского носят улицы во Львове, Ивано-Франковске, Ужгороде, Дрогобыче и других городах Украины.